# JR貨物UM12A形コンテナ
UM12A形コンテナ（UM12Aがたコンテナ）は、日本貨物鉄道（JR貨物）輸送用として籍を編入した20ft・床面積12m2の一般品輸送向け私有コンテナ（無蓋コンテナ）である。
また形式末尾のアルファベット一桁部位 「 A 」は、コンテナの使用用途（主たる目的）が 「 普通品（いわゆる、非危険品の輸送）」を表す記号として、付与されている。

## 特記事項

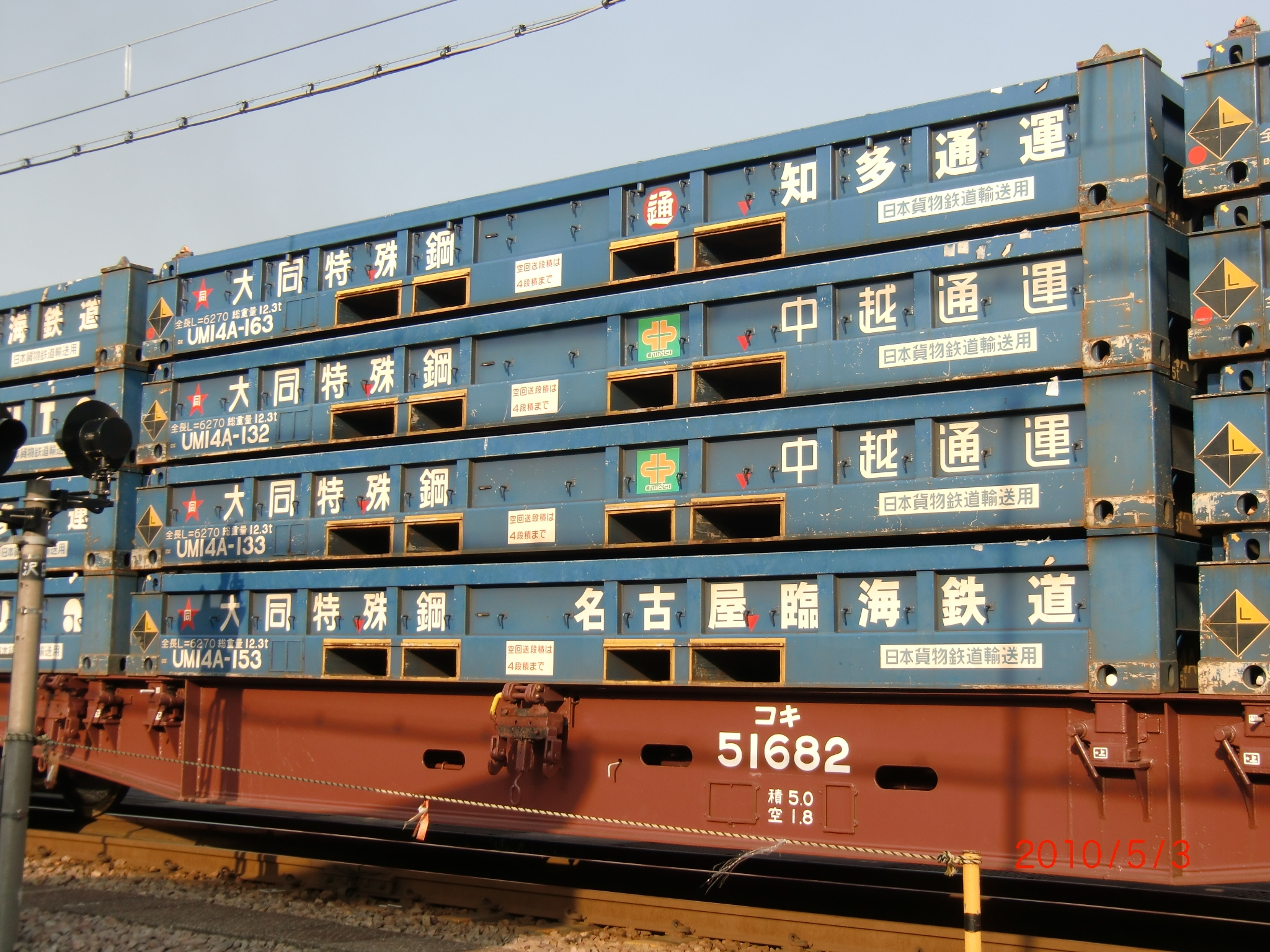
線材輸送用、無蓋空コンテナを四段積み回送で、箱型コンテナと同等の高さに収めた事例。今は無き、旧型貨車での積載風景。(新潟県／南長岡駅にて、2010年5月3日撮影)

- 無蓋コンテナの形式によっては、汎用コンテナと同等の高さがあったり、逆に1／8サイズの板型の様に8段（12ftの場合）又は、1／4サイズの薄型の様に4段（20ftの場合）に積み上げてやっとドライコンテナと同等の高さに達するなど、他形式ではタンクコンテナ以外では見られない様な、見た目が多種多彩に入り乱れているのも無蓋コンテナ形式の特徴となっている。

さらに大きな特徴として、個々の構造にもよるが例えば段積み可能構造のコンテナで、輸送後に空コンとなった無蓋コンテナを2 - 4段に積み上げて一個の箱型コンテナ状に仕立てて、回送する方法も近年は盛んに利用されている。これは、通常は私有コンテナとしての空コン回送料金には、ある程度の割引料金が適用されるものの、例えば四個の無蓋コンテナを別々に回送すると四倍の料金が必要となる。これに対して、元々段積みできる構造の場合では四段に積み上げて一個分だけのコンテナとしての回送料金となる。

## 番台毎の概要

### 0番台
1 - 3【個】
日本鉄道環境輸送所有。
5
日本鉄道環境輸送所有。
7 ・ 8【個】
日本鉄道環境輸送所有。
10
日本鉄道環境輸送所有。
```
14 ・ 15【個】
```

日本鉄道環境輸送所有。

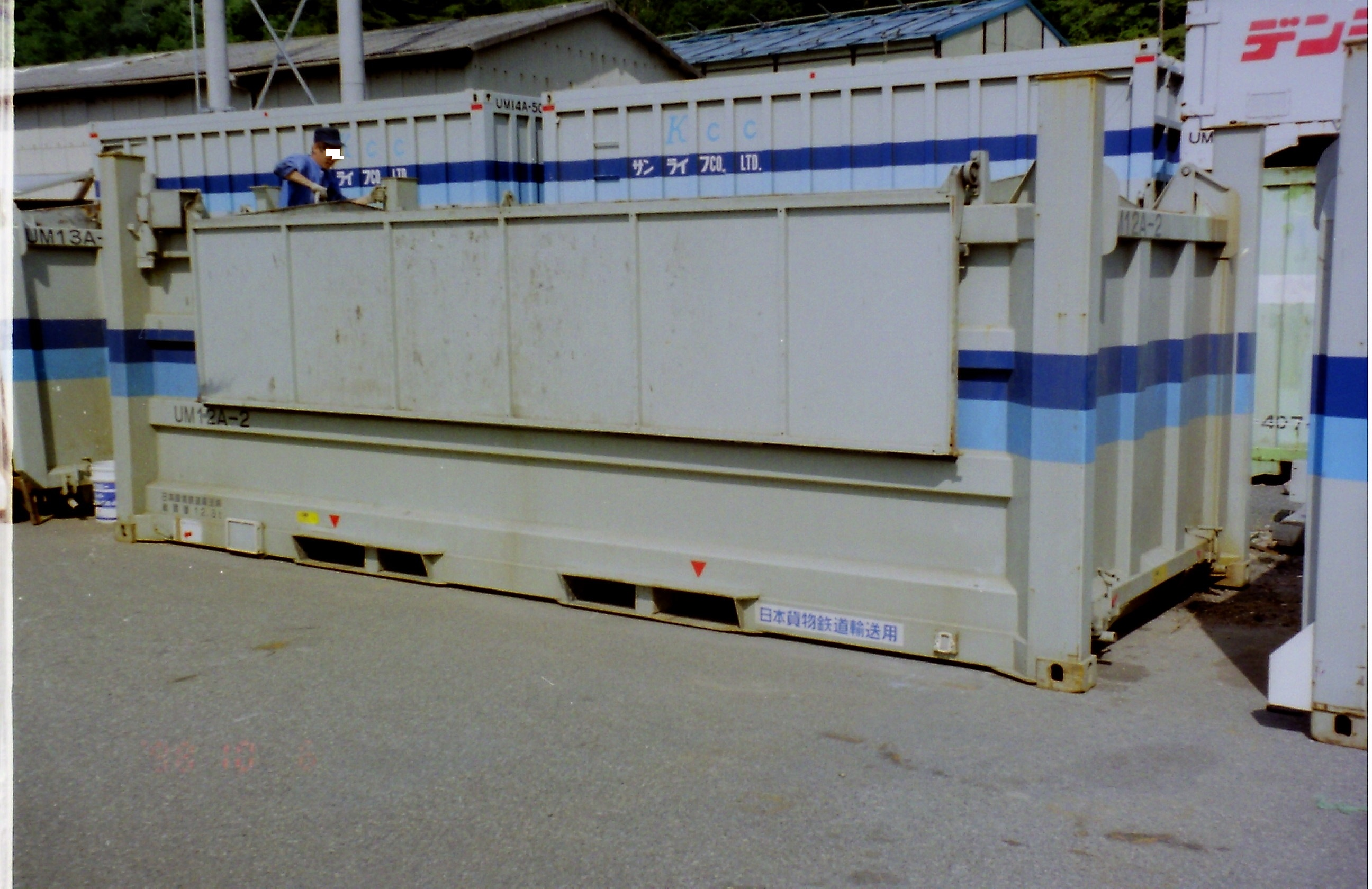
● UM12A-2 日本鉄道環境輸送所有。

18 - 34【個】
総合通商所有。
198
DOWA通運所有。
266
全国通運所有。（5000番台から改番した残土輸送用。）
292
全国通運所有。※ 5000番台から改番した残土輸送用。
358
全国通運所有。※ 5000番台から改番した残土輸送用。
400
全国通運所有。※ 5000番台から改番した残土輸送用。
422
全国通運所有。※ 5000番台から改番した残土輸送用。
426
全国通運所有。※ 5000番台から改番した残土輸送用。
429
全国通運所有。※ 5000番台から改番した残土輸送用。
431
全国通運所有。※ 5000番台から改番した残土輸送用。
434
全国通運所有。※ 5000番台から改番した残土輸送用。

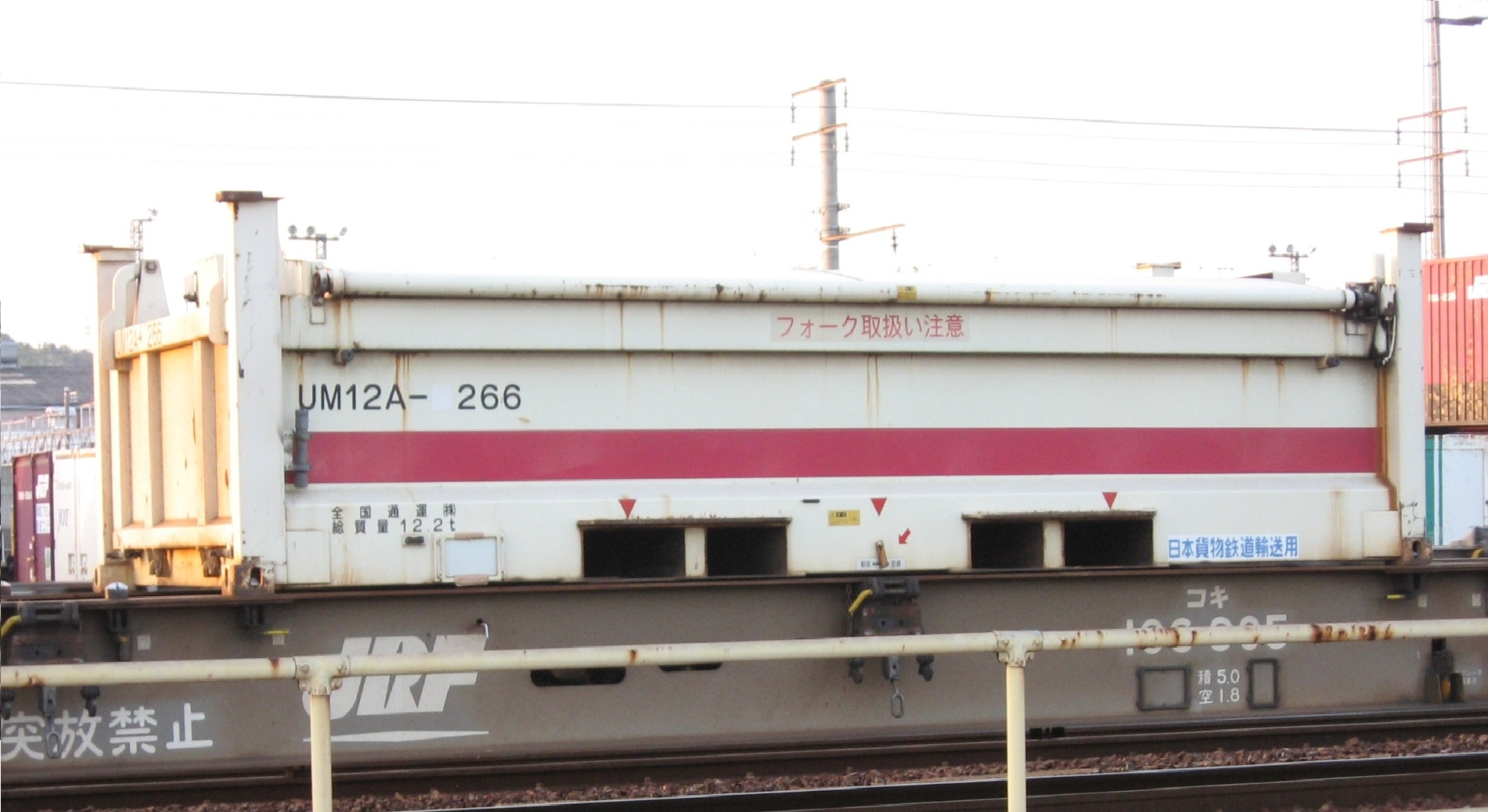
● UM12A-266 全国通運所有。

451 - 453【個】
全国通運所有。川崎市借受。※ 環境局ゴミ輸送用、四方ハイゲート仕様。
455 - 459【個】
全国通運所有。川崎市借受。※ 環境局ゴミ輸送用、四方ハイゲート仕様。
461 - 463【個】
全国通運所有。川崎市借受。※ 環境局ゴミ輸送用、四方ハイゲート仕様。
465 - 474【個】
全国通運所有。川崎市借受。※ 環境局ゴミ輸送用、四方ハイゲート仕様。
476 - 492【個】
全国通運所有。川崎市借受。※ 環境局ゴミ輸送用、四方ハイゲート仕様。
494
川崎市環境局所有。
495
全国通運所有。川崎市借受。※ 環境局ゴミ輸送用、四方ハイゲート仕様。

### 5000番台
- DOWA通運所有。[3]

5703 - 5815【29個／欠番多数あり】2006年度取得。極東開発工業製造。※一般廃棄物輸送用。

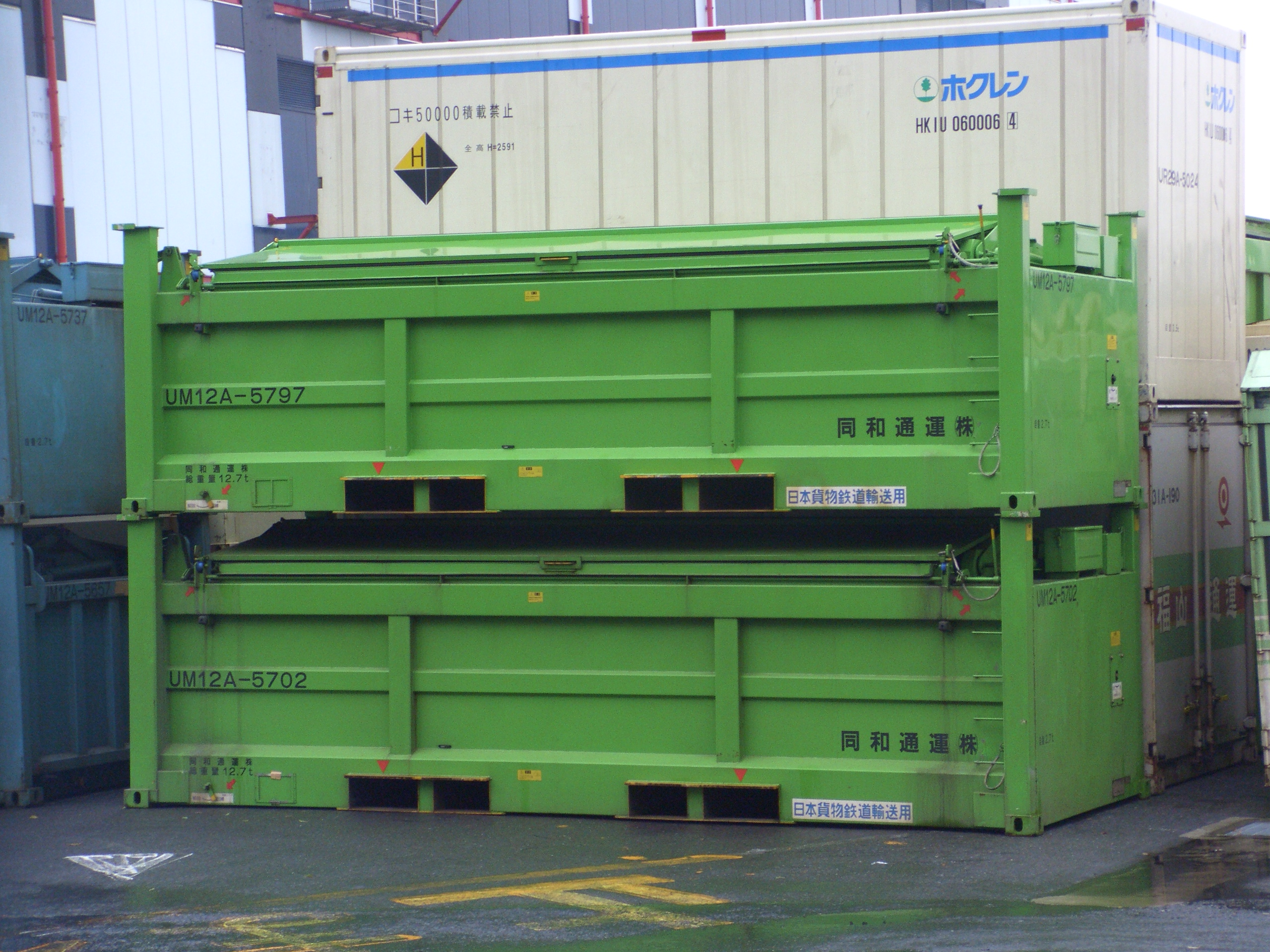
● UM12A-5797+5702 同和通運所有。

5015
JRFリース所有。※ 元・東洋陶器（TOTO）所有コンテナの移籍。
5016
首都圏建設資源高度化センター所有。※ さいたま新都心建設に伴う残土輸送用。
5059
JRFリース所有。※ 元・東洋陶器（TOTO）所有コンテナの移籍。
5062
JRFリース所有。※ 元・東洋陶器（TOTO）所有コンテナの移籍。
5067
首都圏建設資源高度化センター所有。※ さいたま新都心建設に伴う残土輸送用。
5073 ・ 5074
首都圏建設資源高度化センター所有。※ さいたま新都心建設に伴う残土輸送用。
5093
JRFリース所有。※ 元・東洋陶器（TOTO）所有コンテナの移籍。

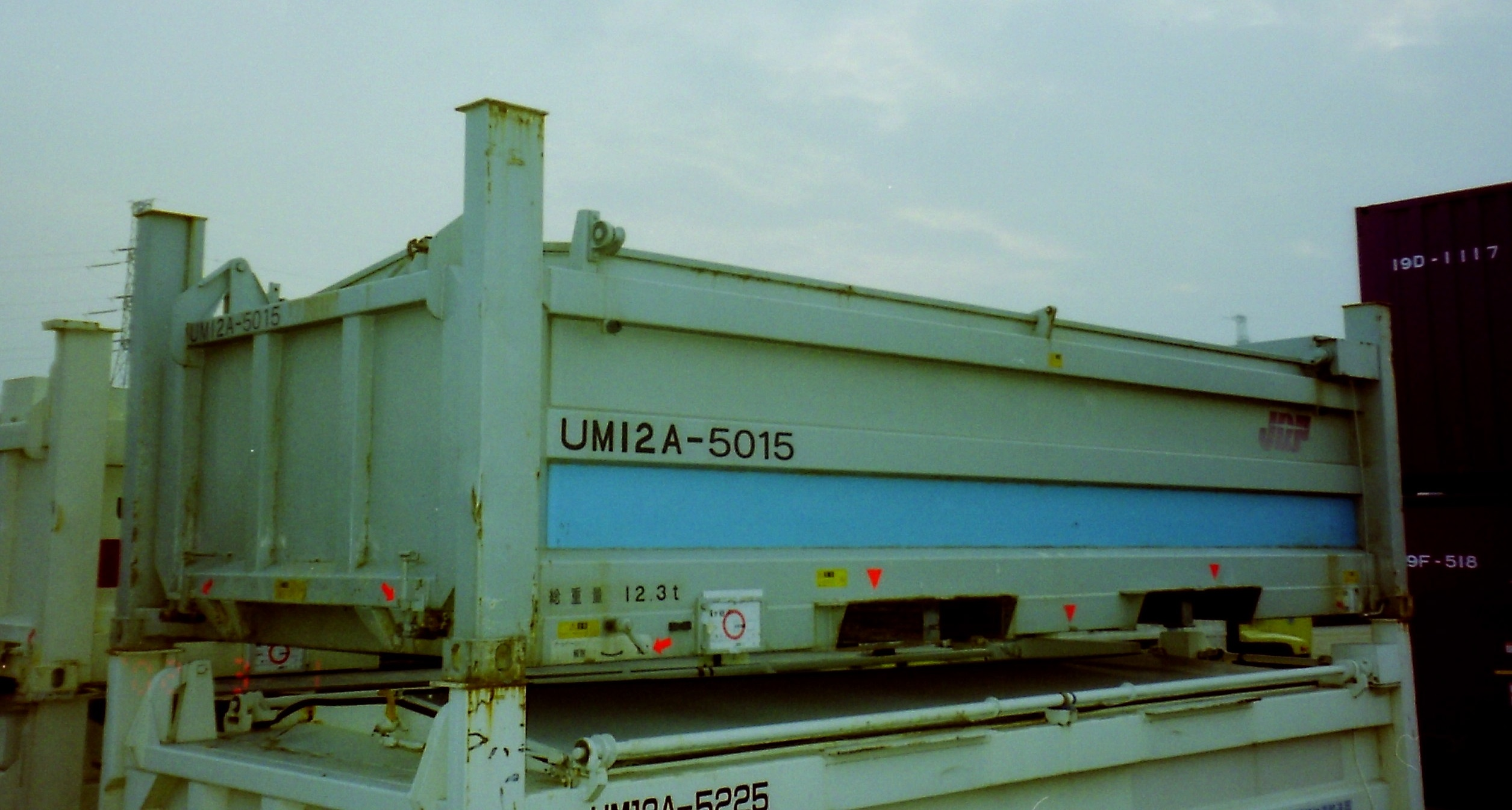
● UM12A-5015 JRFリース所有。
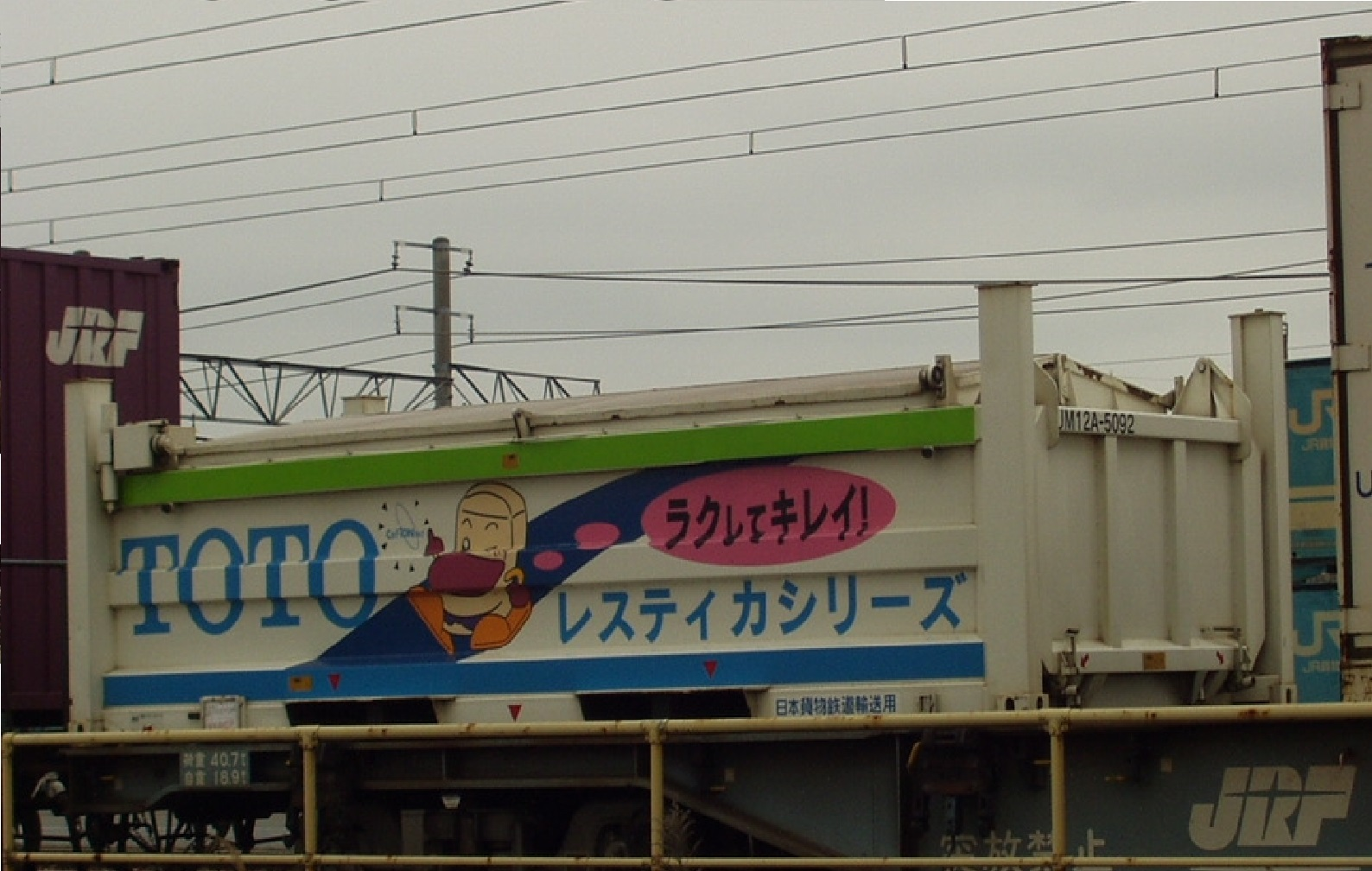
● UM12A-5092 TOTO所有。

5102
首都圏建設資源高度化センター所有。※ さいたま新都心建設に伴う残土輸送用。
5108
芳賀通運所有。※ さいたま新都心建設に伴う残土輸送に用いられたコンテナを転用。
5110
首都圏建設資源高度化センター所有。※ さいたま新都心建設に伴う残土輸送用。
5118
JRFリース所有。※ 元、さいたま新都心建設に伴う残土輸送用。
5120
首都圏建設資源高度化センター所有。※ さいたま新都心建設に伴う残土輸送用。
5127
首都圏建設資源高度化センター所有。※ さいたま新都心建設に伴う残土輸送用。
5157
首都圏建設資源高度化センター所有。※ さいたま新都心建設に伴う残土輸送用。
5163
萩森物流所有。
5166
萩森物流所有。
5169
萩森物流所有。※ 旧、首都圏建設資源高度化センター所有。【さいたま新都心建設に伴う残土輸送用に用いられたコンテナを転用。】
5176
首都圏建設資源高度化センター所有。※ さいたま新都心建設に伴う残土輸送用。
5180
芳賀通運所有。※ さいたま新都心建設に伴う残土輸送に用いられたコンテナを転用。
5183
芳賀通運所有。※ さいたま新都心建設に伴う残土輸送に用いられたコンテナを転用。
5188
首都圏建設資源高度化センター所有。※ さいたま新都心建設に伴う残土輸送用。
5233
首都圏建設資源高度化センター所有。※ さいたま新都心建設に伴う残土輸送用。

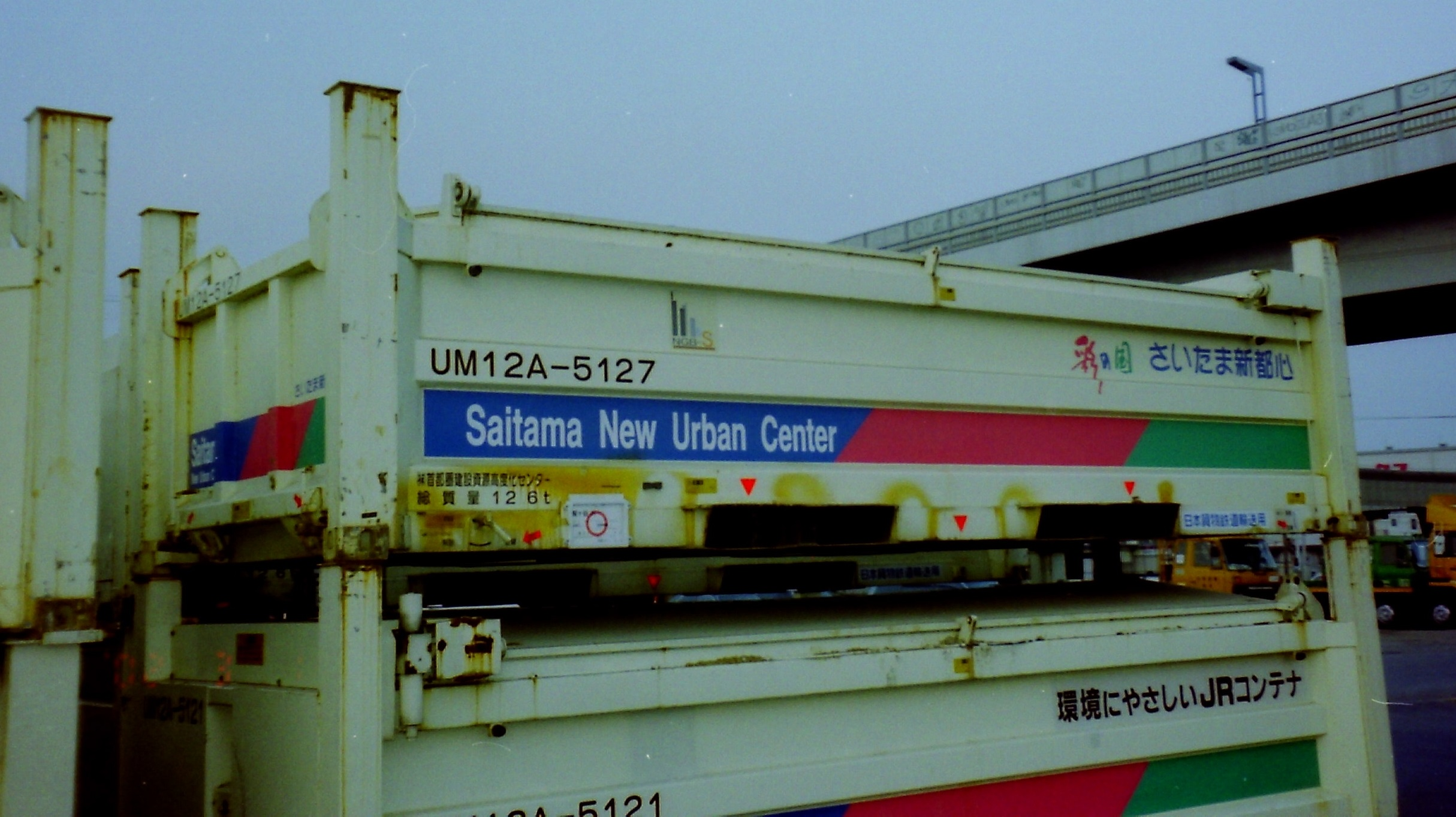
● UM12A-5127 首都圏建設資源高度化センター所有。

5226
萩森物流所有。
5261
全国通運所有。
5274
全国通運所有。
5301 - 5350【50個】
山陽三共有機所有。※ さいたま新都心建設に伴う残土輸送に用いられたコンテナを、有機肥料輸送用へ転用。

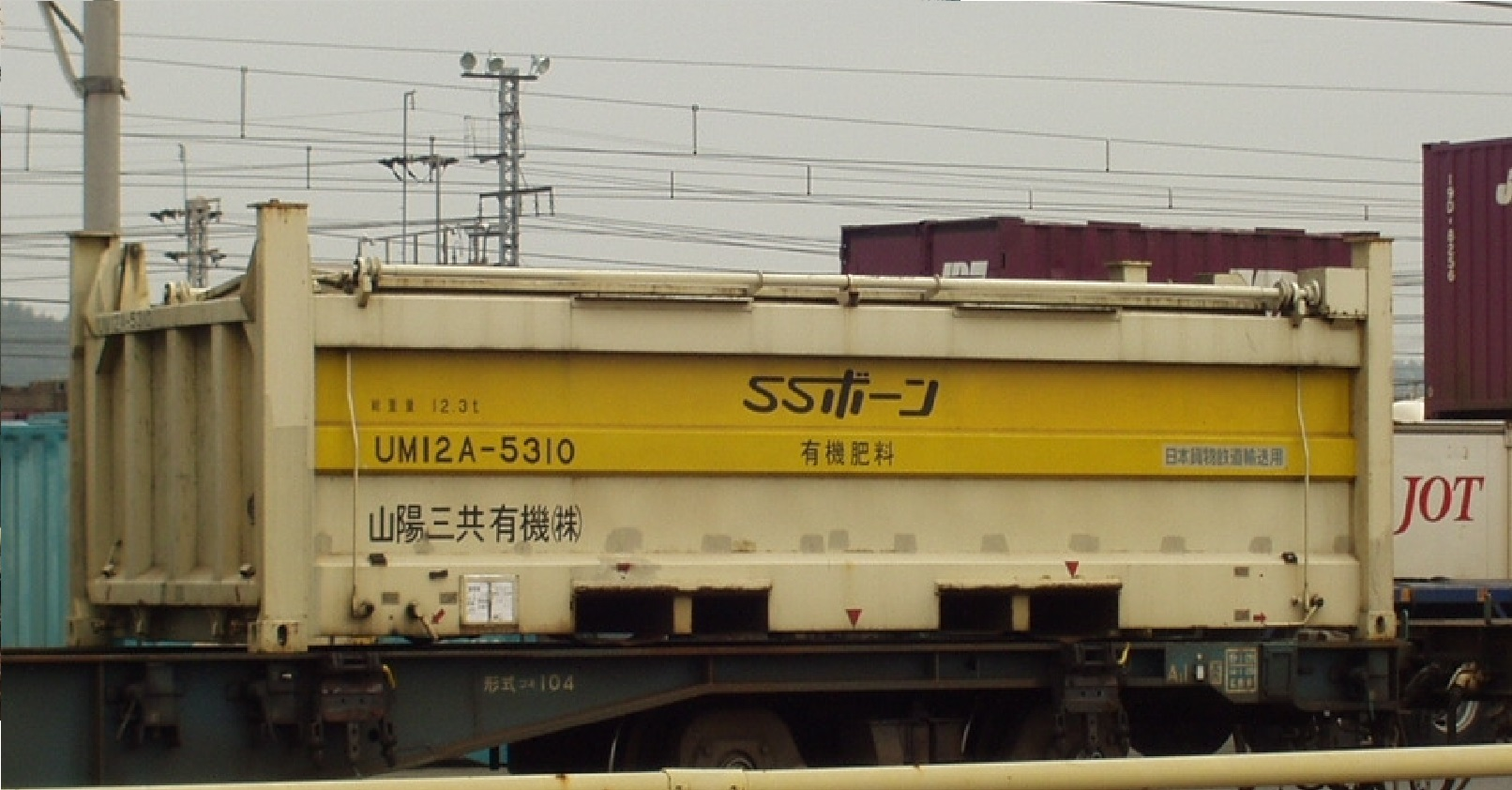
● UM12A-5310 山陽三共有機所有。

5359
アミタ所有。
5371
全国通運所有。
5380
全国通運所有。
5391
全国通運所有。
5397
全国通運所有。
5400
全国通運所有。
5410
全国通運所有。
5425
全国通運所有。
5433
全国通運所有。
その他の5000番台ギャラリー。

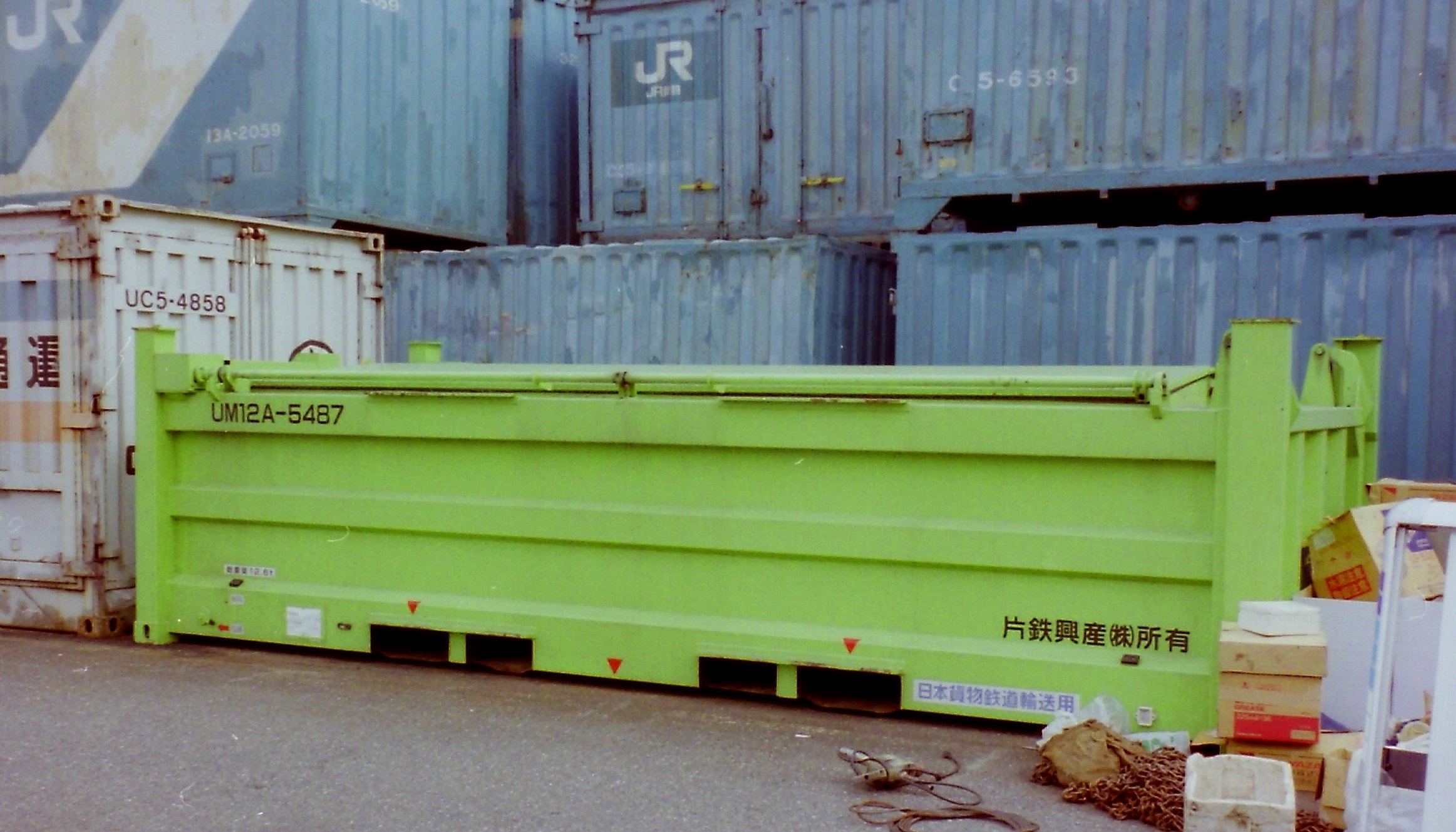
● UM12A-5487 片鉄興産所有。
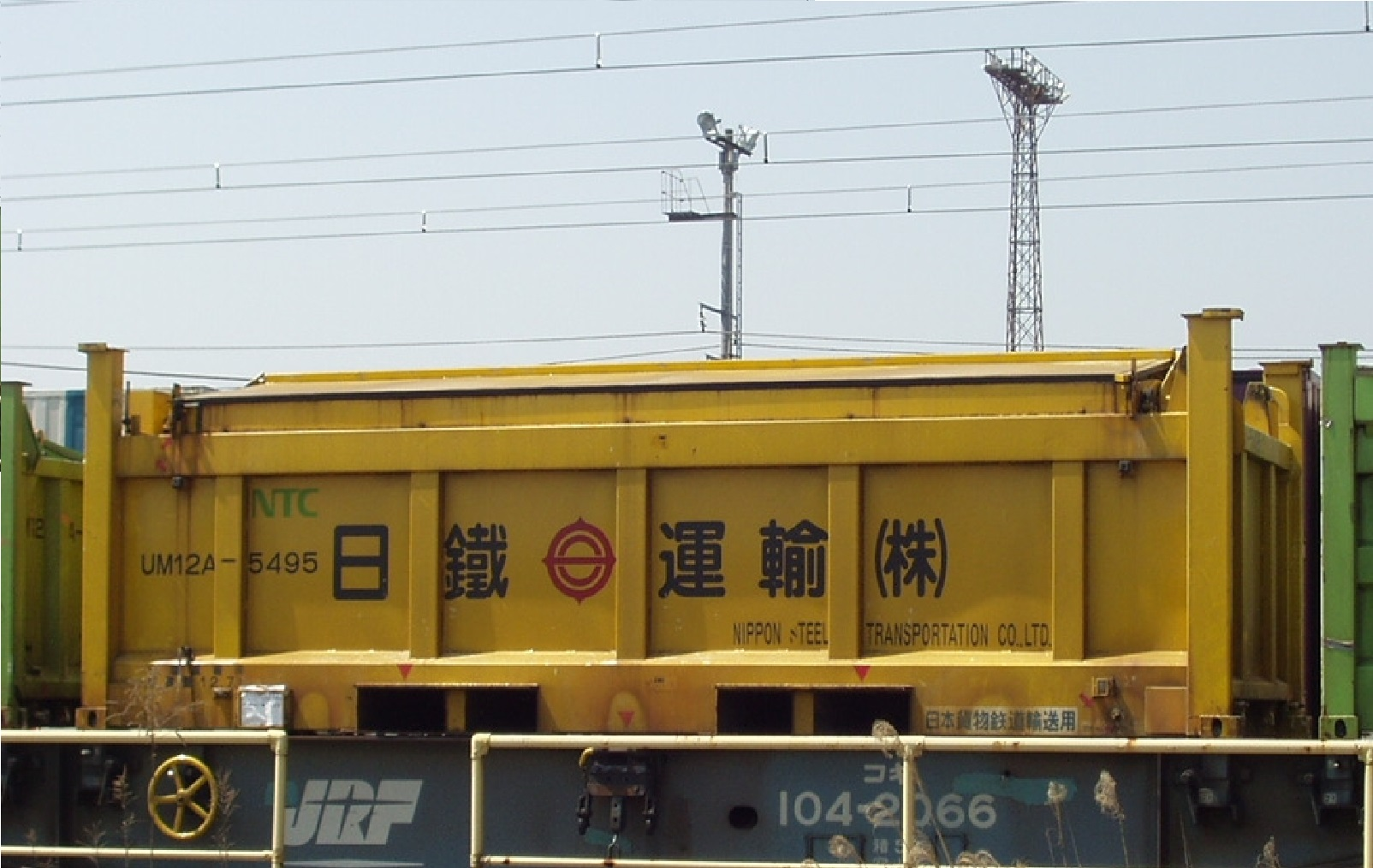
● UM12A-5495 日鐵運輸所有。
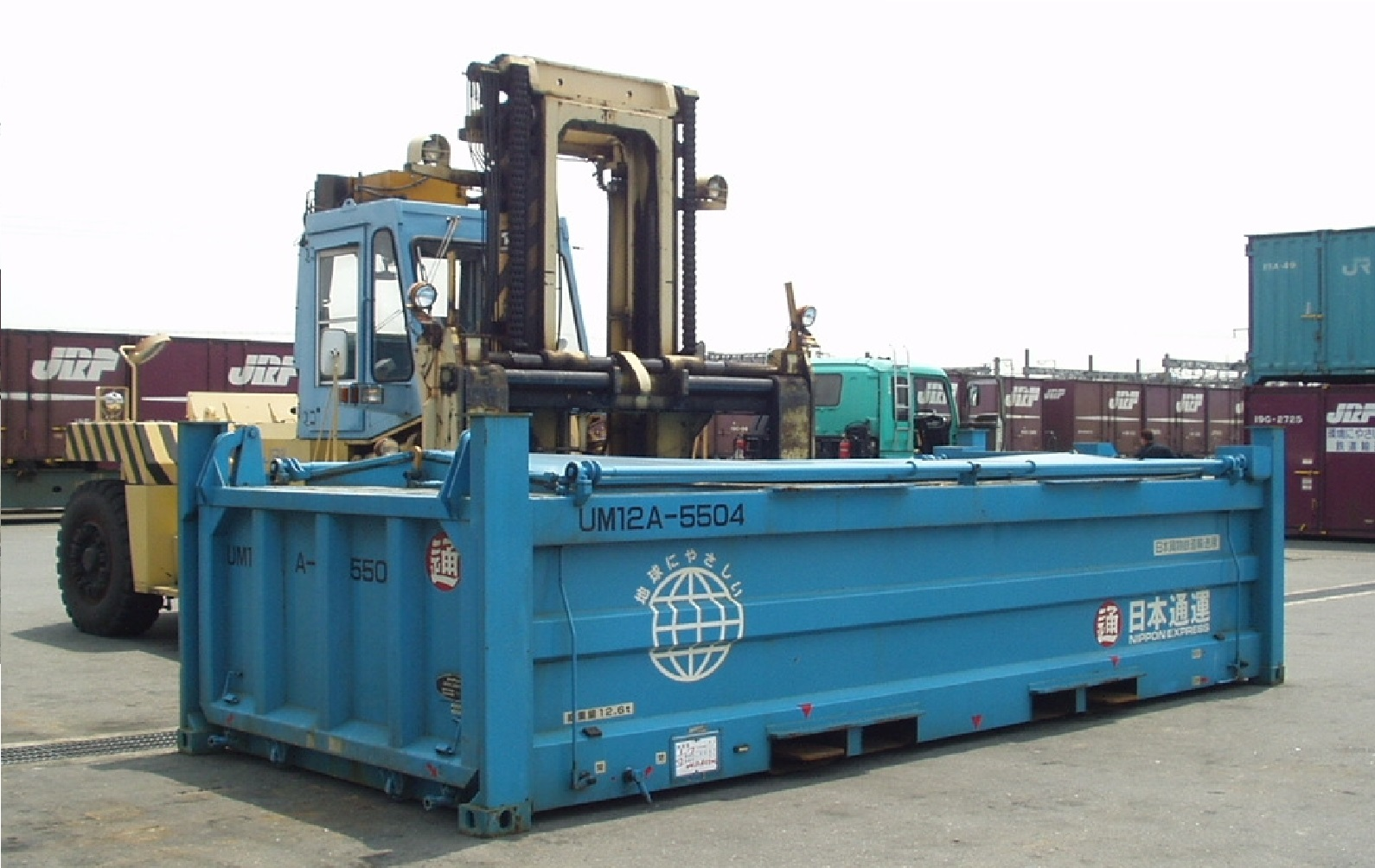
● UM12A-5504 日本通運所有。
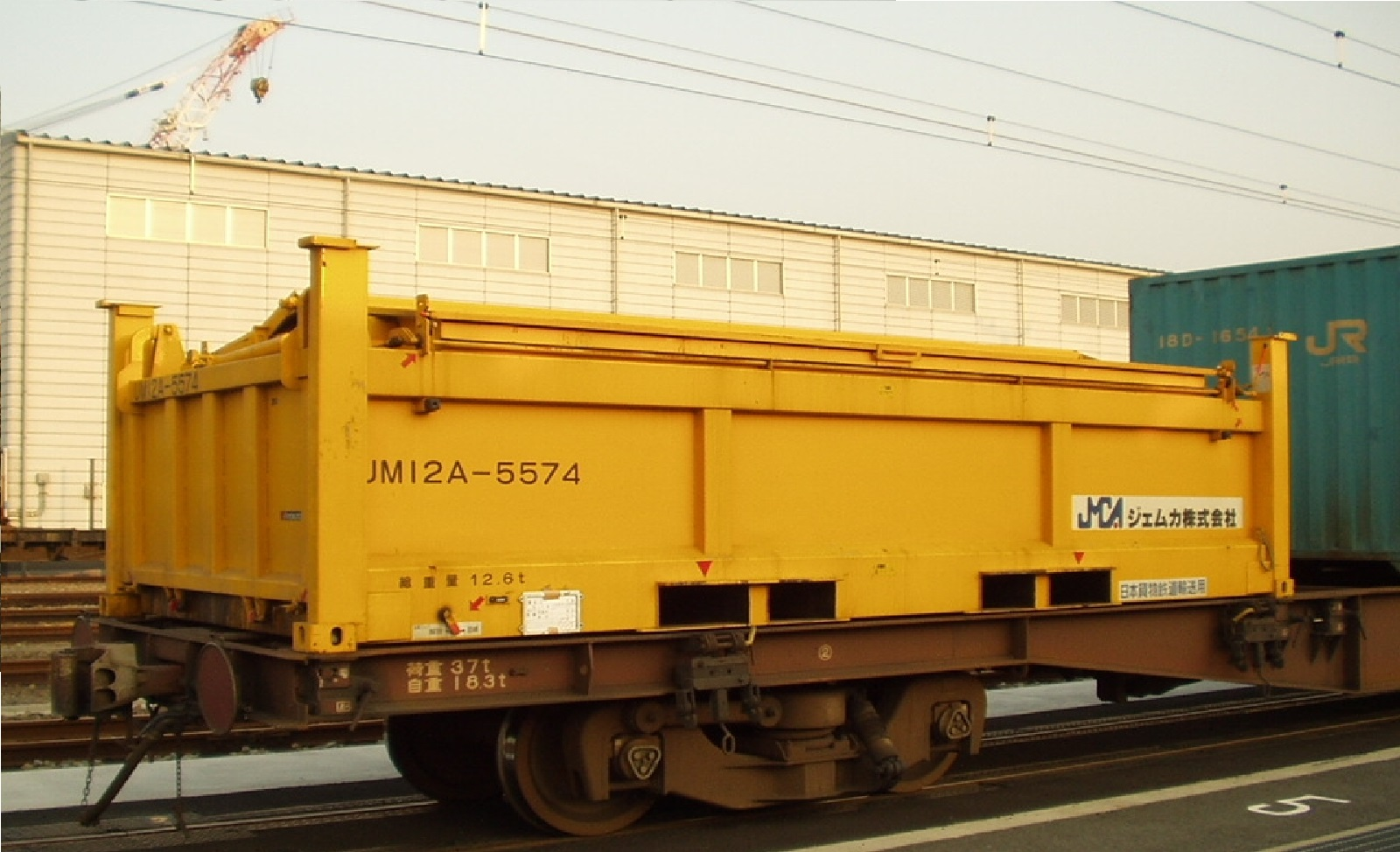
● UM12A-5574 ジェムカ所有。
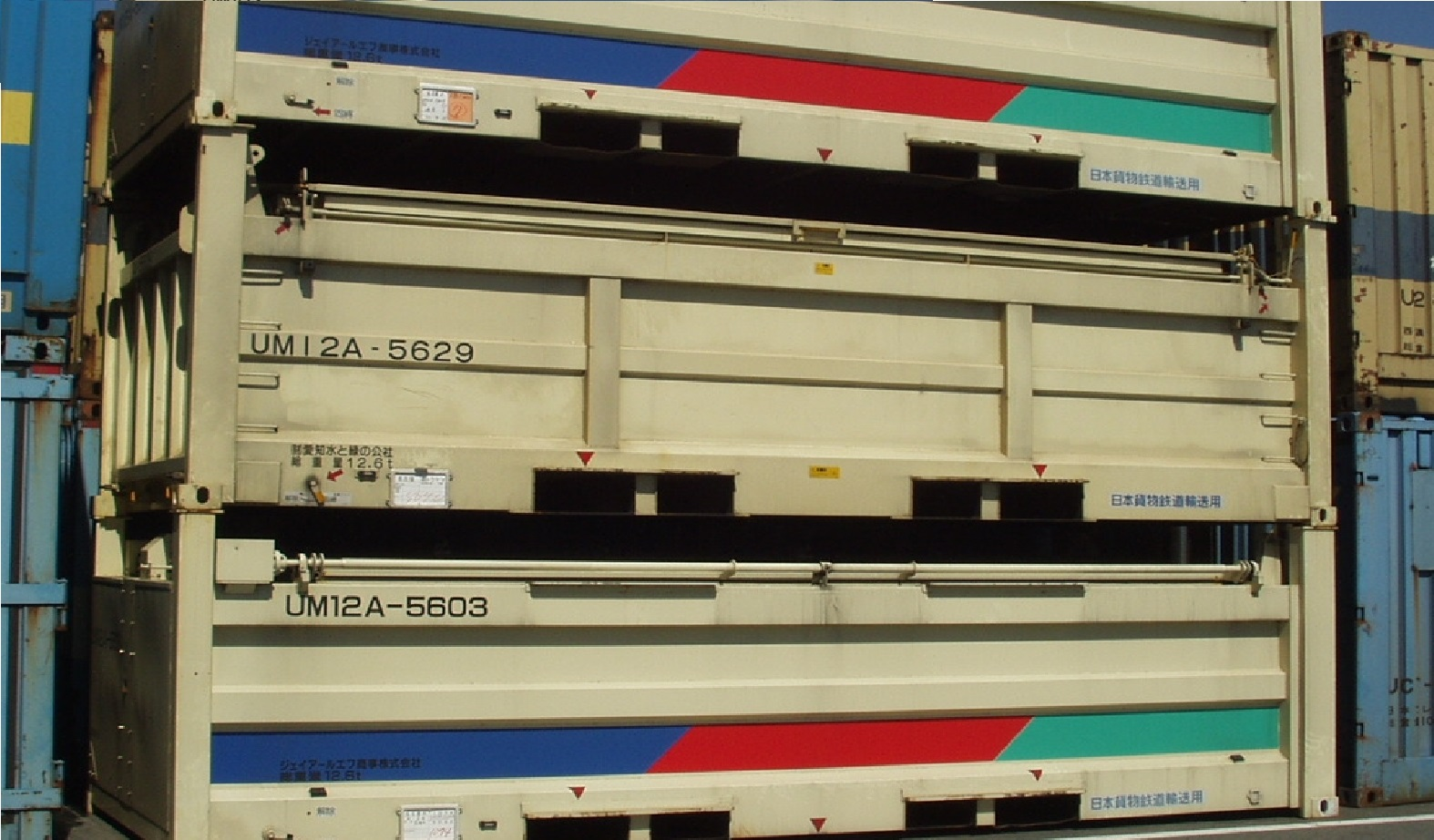
● UM12A-5629 愛知水と緑の公社所有。
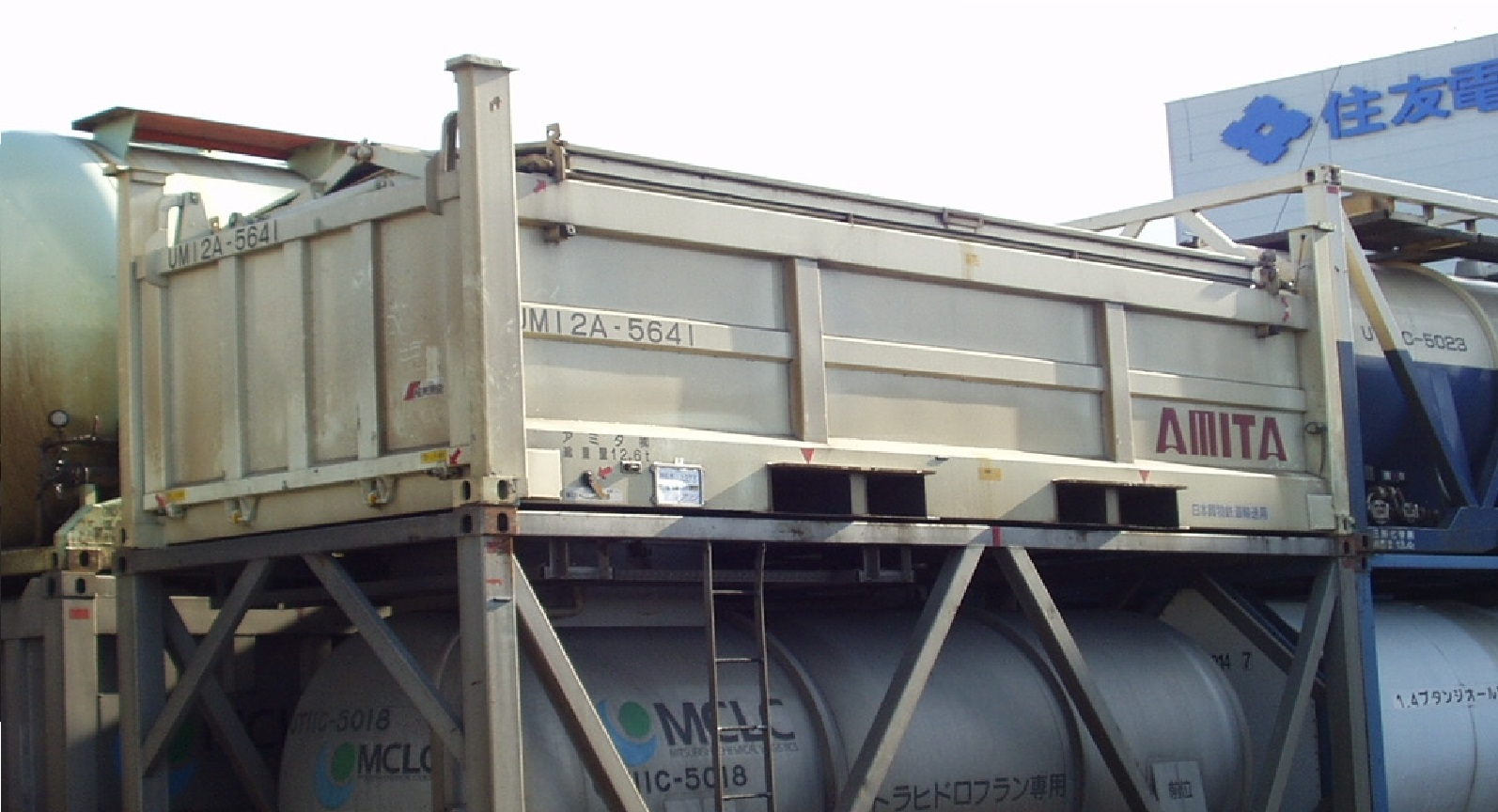
● UM12A-5641 アミタ所有。
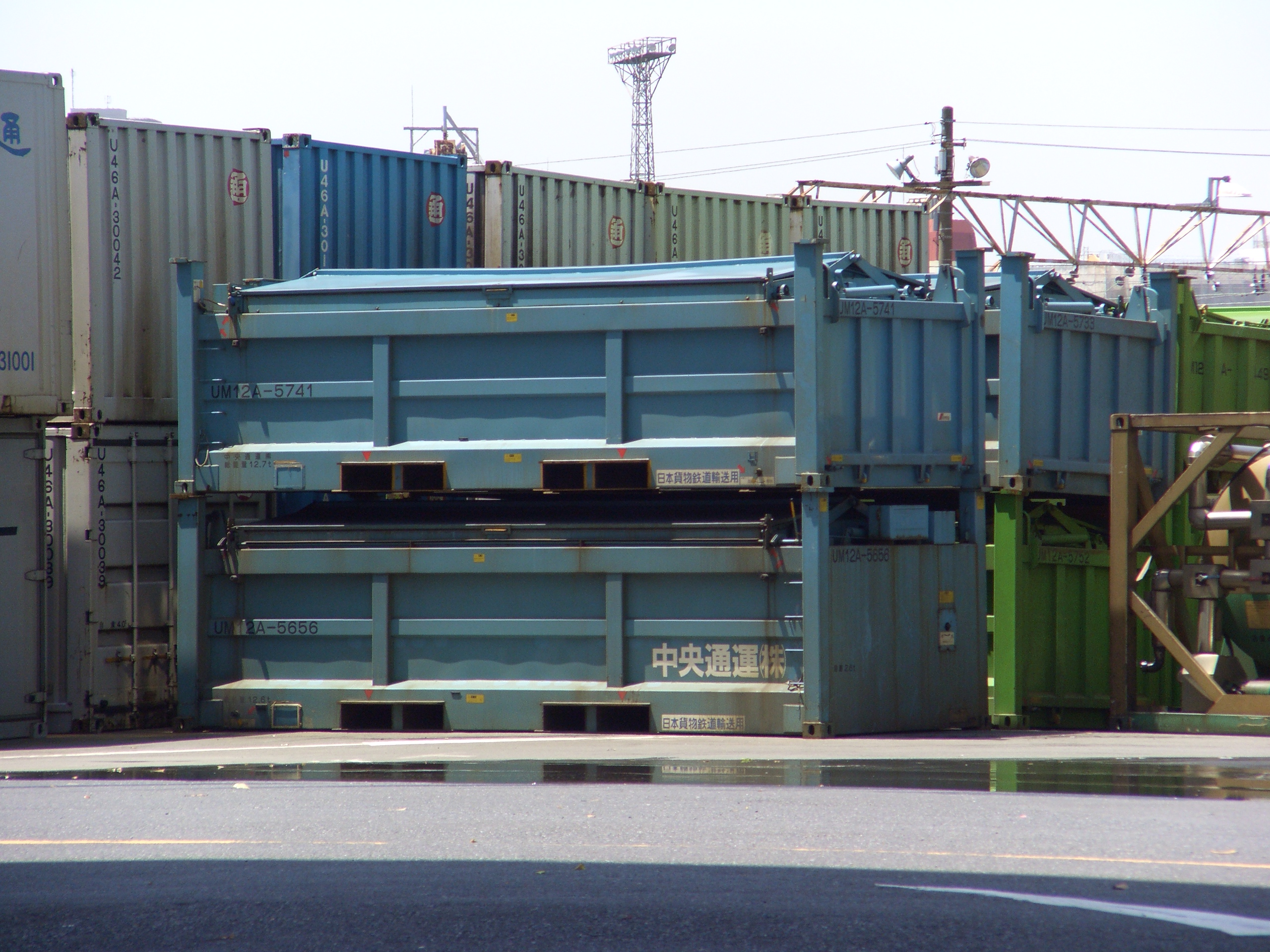
● UM12A-5741+5656 中央通運所有。
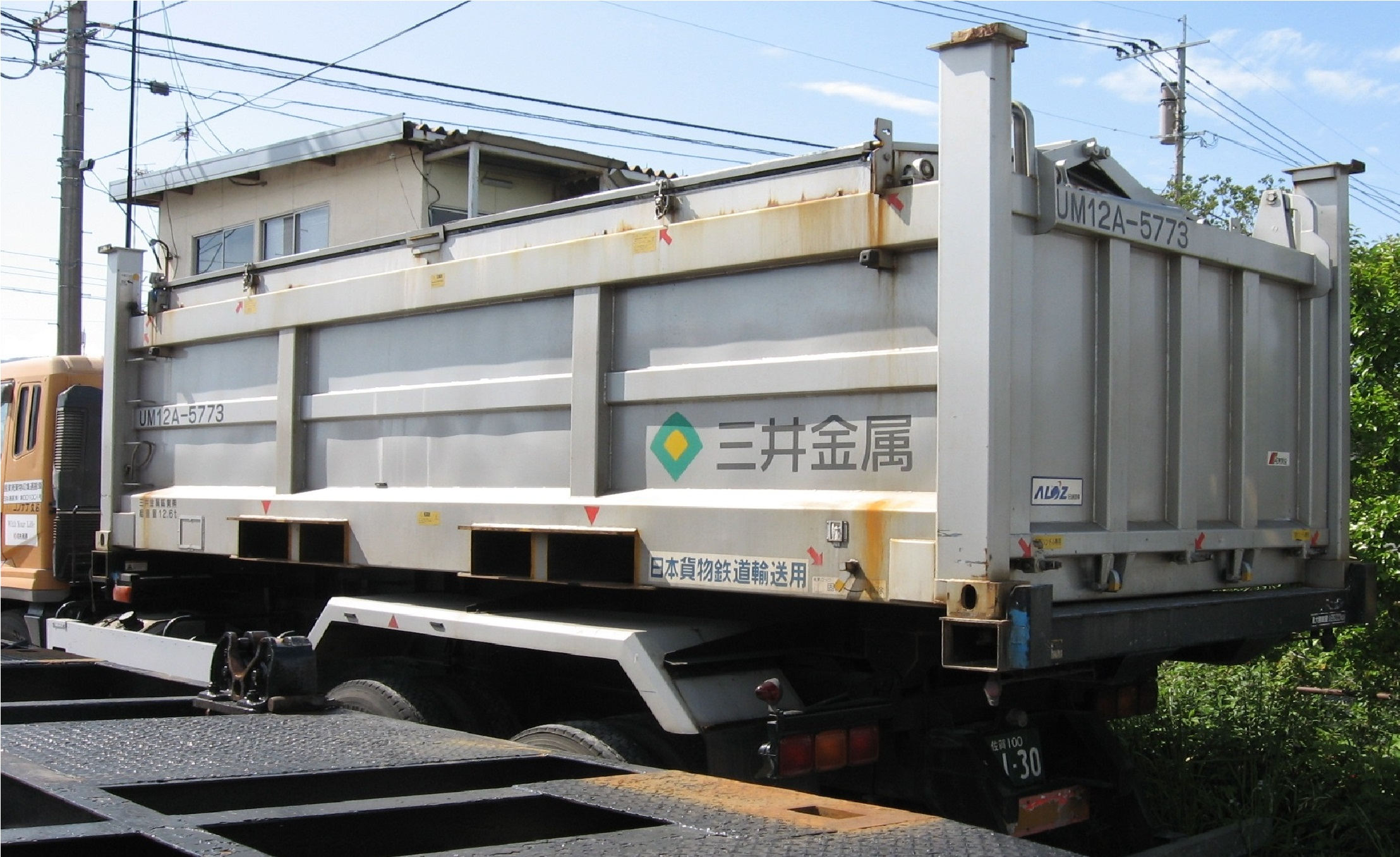
● UM12A-5773 三井金属鉱業所有。
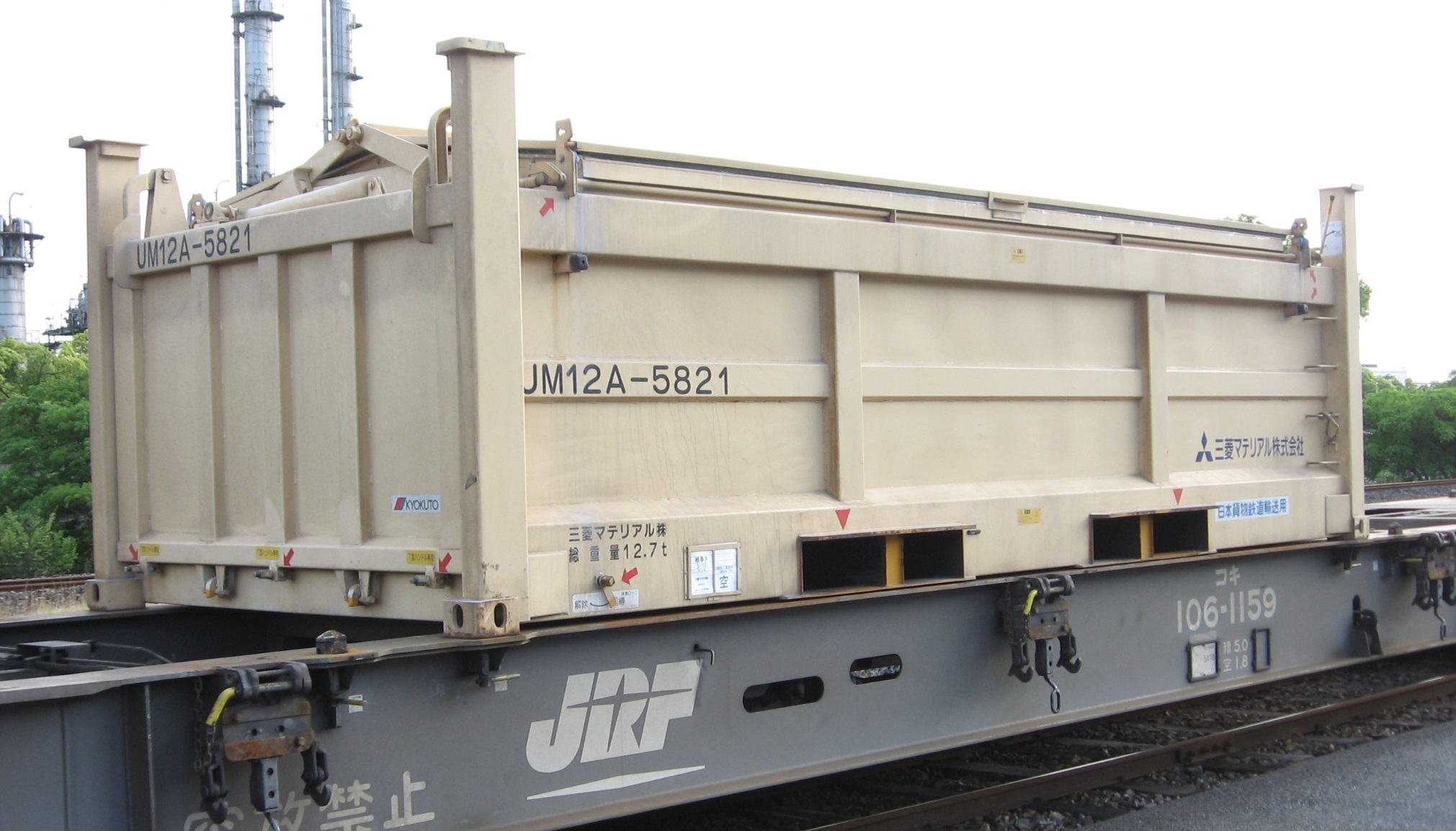
● UM12A-5821 三菱マテリアル所有。
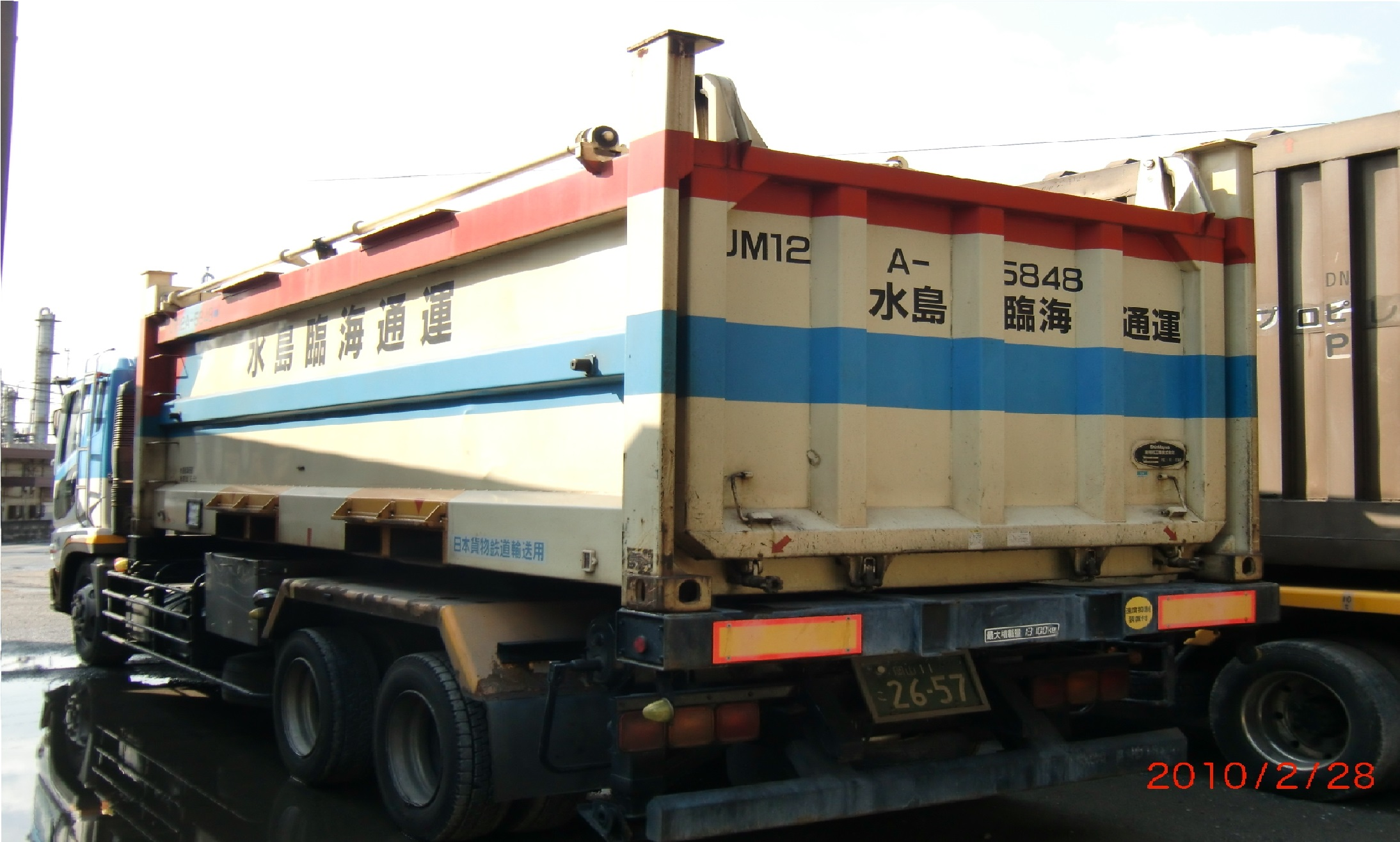
● UM12A-5848 水島臨海通運所有。

5445
萩森物流所有。
5487
片鉄興産所有。
5493 - 5495
日鐵運輸所有。
5504
日本通運所有。
5542
龍南運送所有。
5548
龍南運送所有。
5574
ジェムカ所有。
5583
萩森物流所有。
5585
萩森物流所有。
5590
萩森物流所有。
5592
萩森物流所有。
5601
萩森物流所有。
5629
愛知水と緑の公社所有。
5634
芳賀通運所有。※新製。
5640
アミタ所有。
5656
中央通運所有。
5654 - 5657
龍南運送所有。
5660 ・ 5661
龍南運送所有。
5665 - 5667
5670
萩森物流所有。
5675
萩森物流所有。
5680
萩森物流所有。
5686
萩森物流所有。
5689 ・ 5690
萩森物流所有。
5691
アミタ所有。
5694
アミタ所有。
5699
アミタ所有。
5696
三池製錬所有。三井金属鉱業借受。
5707 - 5710
萩森物流所有。
5715
萩森物流所有。
5719
ジェイアール貨物･北海道物流所有。※ 元、DOWA通運より移籍。
5723
萩森物流所有。
5726 - 5731
中央通運所有。
5734 - 5744
中央通運所有。
5746
ジェイアール貨物･北海道物流所有。※ 元、DOWA通運より移籍。
5751
ジェイアール貨物･北海道物流所有。※ 元、DOWA通運より移籍。
5758
ジェイアール貨物･北海道物流所有。※ 元、DOWA通運より移籍。
5746
ジェイアール貨物･北海道物流所有。※ 元、DOWA通運より移籍。
5763 ・ 5764
三池製錬所有。三井金属鉱業借受。
5771 - 5773
三池製錬所有。三井金属鉱業借受。
5775 ・ 5776
三池製錬所有。三井金属鉱業借受。
5786
アミタ所有。
5796
東京エコサービス所有。※ 元、DOWA通運所有。【東京二十三区清掃一部事務組合マーク付】
5807
ジェイアール貨物･北海道物流所有。※ 元、DOWA通運より移籍。
5809
ジェイアール貨物･北海道物流所有。※ 元、DOWA通運より移籍。
5820 ・ 5821
三菱待マテリアル所有。
5827 ・ 5828
萩森物流所有。
5830
萩森物流所有。
5833
萩森物流所有。
5835
萩森物流所有。
5838
萩森物流所有。
5840 ・ 5841
萩森物流所有。
5843
三池製錬所有。三井金属鉱業借受。
5845
三池製錬所有。三井金属鉱業借受。
5846 - 5851
水島臨海通運所有。
5853
水島臨海通運所有。
5862
日本通運所有。
5866
日本通運所有。
5873
日本通運所有。
5886
萩森物流所有。
5888 ・ 5889
萩森物流所有。
5891
萩森物流所有。
5893 ・ 5894
萩森物流所有。
5896
萩森物流所有。
5900 ・ 5901
萩森物流所有。
5903 - 5911
中央通運所有。
5914
萩森物流所有。
5918 - 5920
萩森物流所有。
5923 ・ 5924
萩森物流所有。
5927 - 5929
萩森物流所有。
5930 - 5959【30個】
DOWA通運2008年度取得。※一般廃棄物輸送用。極東開発工業製造。
（続番として、『実質6000番台』に相当する105000番台に、多数の登録あり）
5960 - 5963
三池製錬所有。三井金属鉱業借受。
5966
三池製錬所有。三井金属鉱業借受。
5968 - 5970
三池製錬所有。三井金属鉱業借受。
5972 ・ 5973
三池製錬所有。三井金属鉱業借受。
5974 - 5979
水島臨海通運所有。

### 105000番台
※ 既存の5000番台からの連番となる、5001 - 6000番までの1000個が全て埋まったので、実質6000番台分の割り当てに相当する。
105001
萩森物流所有。
105005
萩森物流所有。※ 旧、ジェイアールエフ商事所有。
105005
（ジェイアールエフ商事所有。）

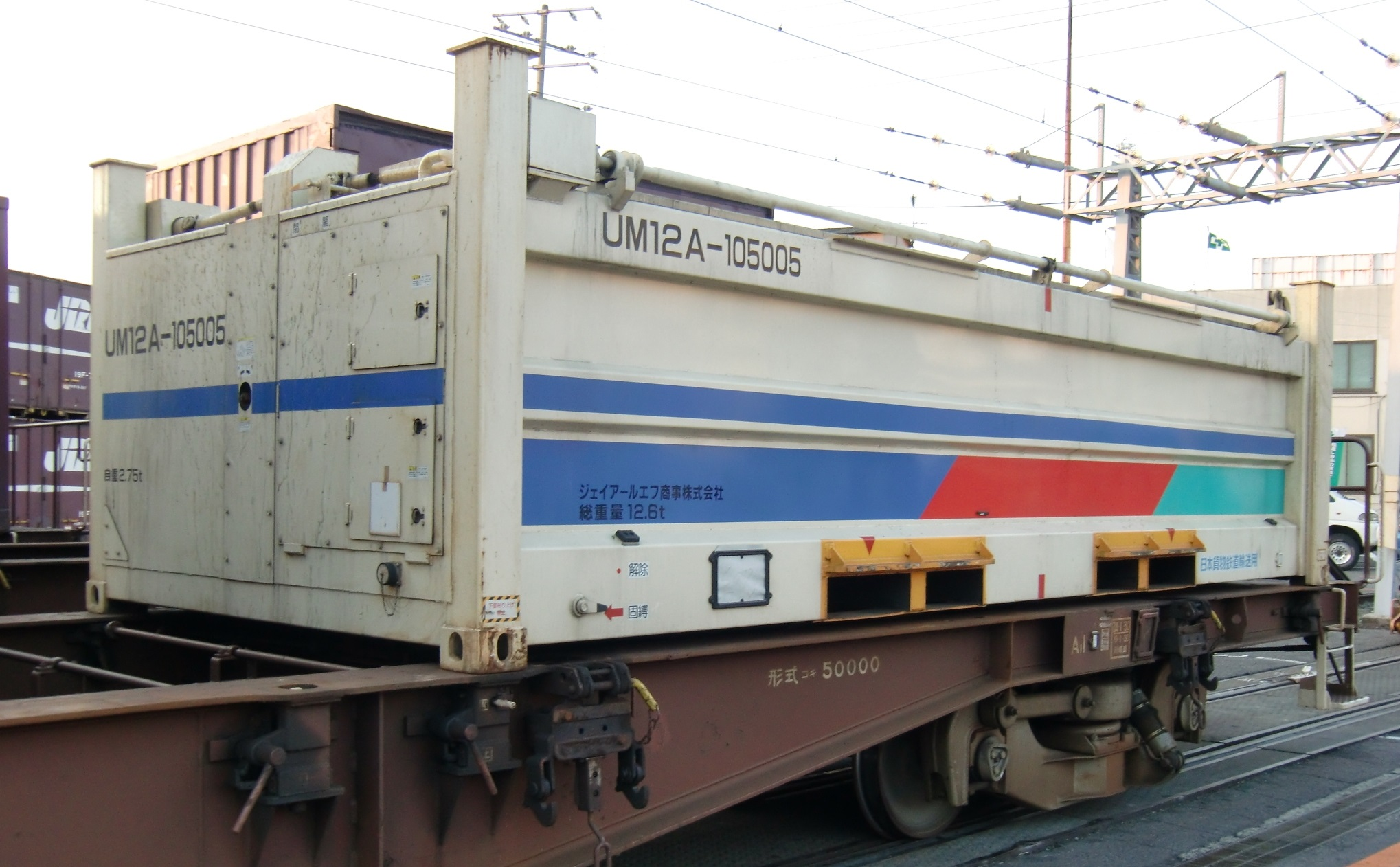
● UM12A-105005 ジェイアールエフ商事所有。

105008 - 105011【個】
萩森物流所有。
105014
萩森物流所有。
105015
萩森物流所有。
105017
（ジェイアールエフ商事所有。）
105018 - 105020【個】
萩森物流所有。
105022 ・ 105023
萩森物流所有。
105026 ・ 105027
萩森物流所有。
105029 - 105048【19個】
DOWA通運所有。2009年度取得。極東開発工業製造。※ 一般廃棄物輸送用。

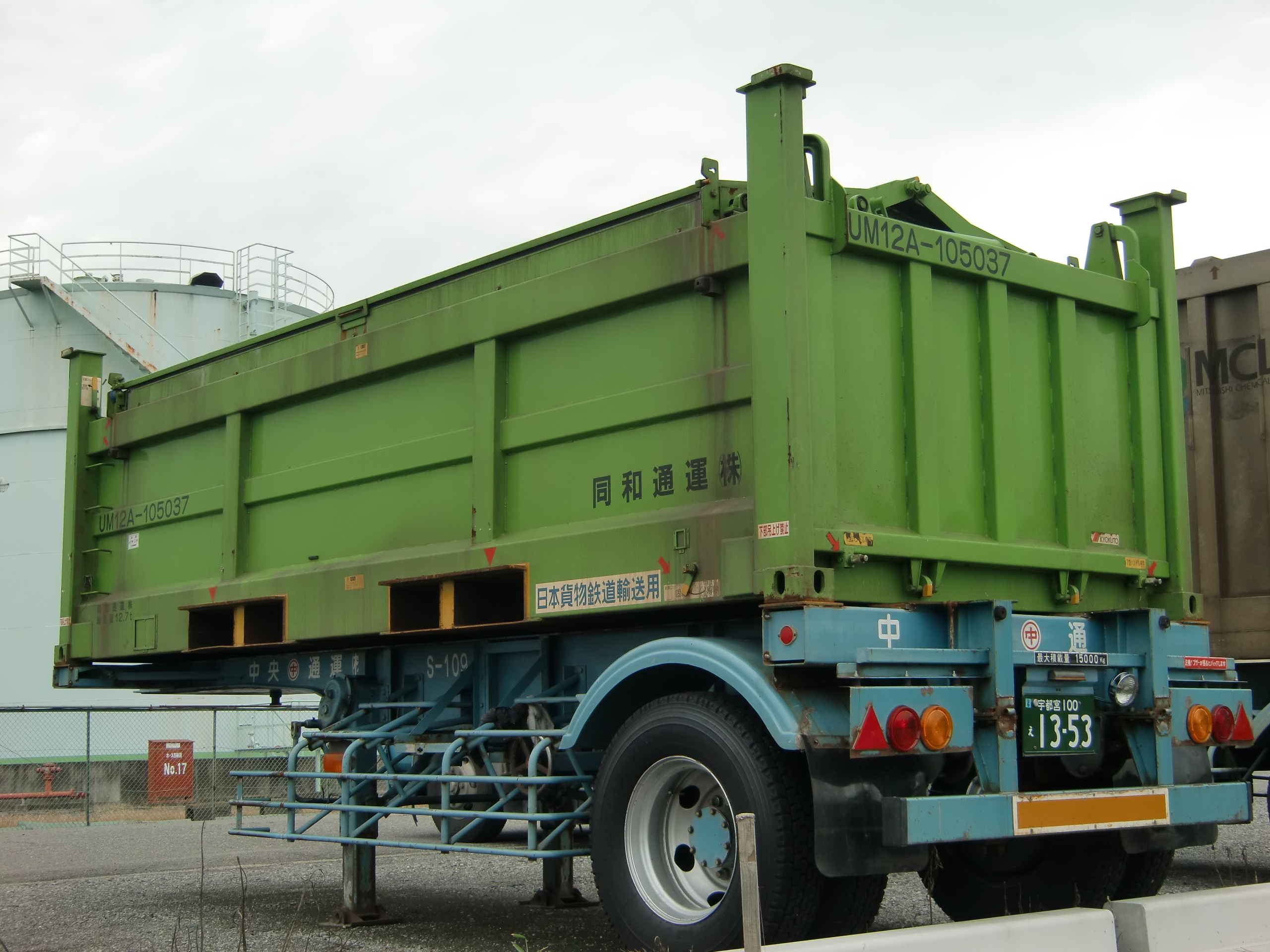
● UM12A-105037 同和通運所有。

105052
宇都宮貨物ターミナル所有／芳賀通運借受。

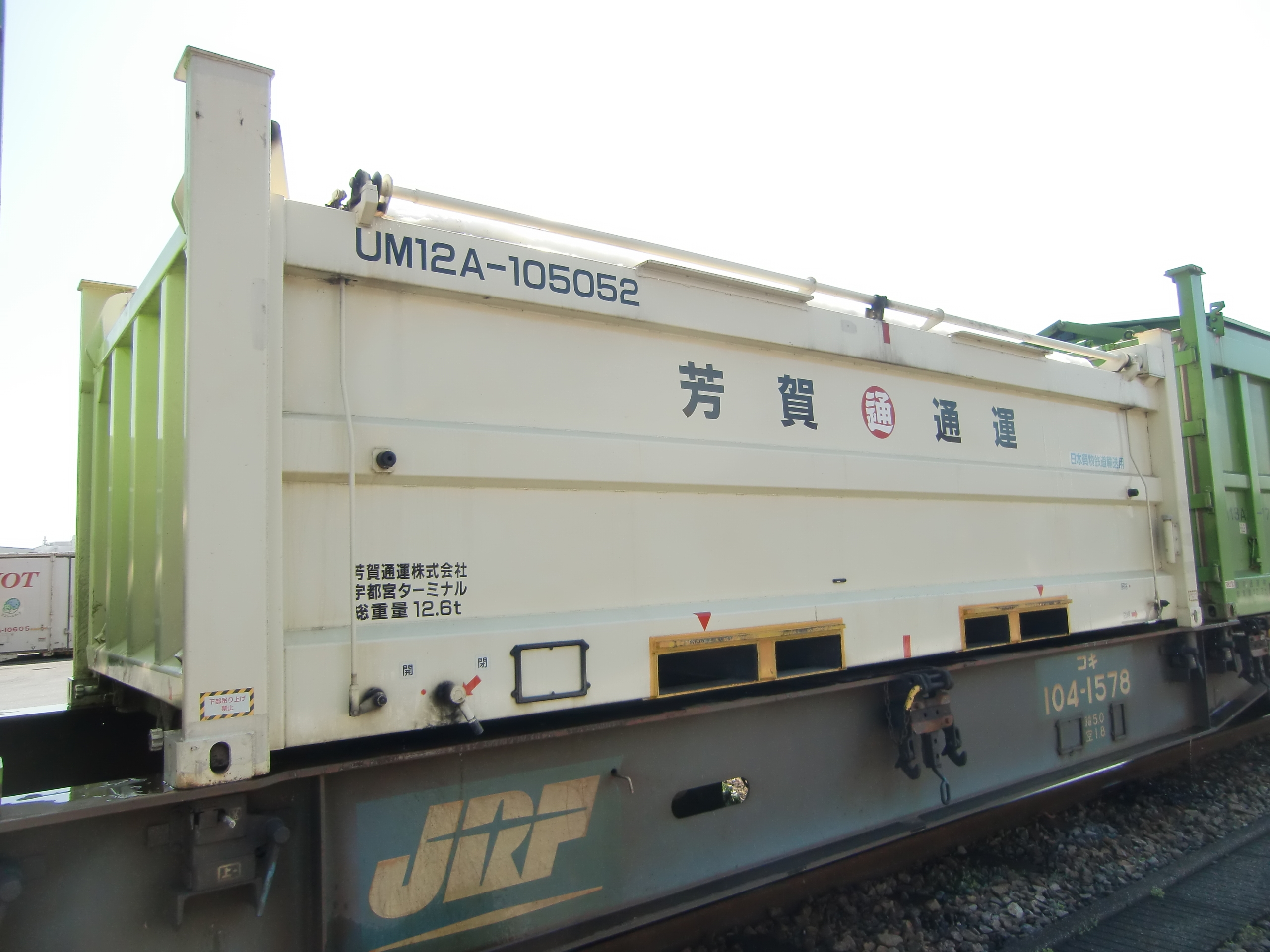
● UM12A-105052 宇都宮貨物ターミナル所有／芳賀通運借受。

105062
萩森物流所有。
105064
萩森物流所有。
105066
萩森物流所有。
105068 - 105070【個】
萩森物流所有。
105072 - 105074【個】
萩森物流所有。
105078 - 105082【5個】
DOWA通運所有。2009年度取得。新明和工業製造。※ 一般廃棄物輸送用。
105084 - 105093【10個】
DOWA通運所有。2010年度取得。新明和工業製造。※ 一般廃棄物輸送用。
105096 ・ 105097
萩森物流所有。
105101 ・ 105102
萩森物流所有。
105106
萩森物流所有。
105109 ・ 105110
萩森物流所有。
105111 - 105125【15個】
DOWA通運所有。2011年度取得。新明和工業製造。※ 一般廃棄物輸送用。
105129
三池製錬所有。三井金属鉱業借受。
105132
三池製錬所有。三井金属鉱業借受。
105135 - 105139【個】
萩森物流所有。
105143
萩森物流所有。
105147
萩森物流所有。
105167
萩森物流所有。
105169 - 105173【個】
萩森物流所有。
105175
萩森物流所有。
105182 - 105211【30個】
DOWA通運所有。2012年度取得。新明和工業製造。※ 一般廃棄物輸送用。
105220 - 105249【30個】
DOWA通運所有。2013年度取得。新明和工業製造。※ 一般廃棄物輸送用。
105254 ・ 105255
萩森物流所有。
105257 - 105260【個】
萩森物流所有。
105262
萩森物流所有。
105275 - 105294【20個】
DOWA通運所有。2013年度取得。新明和工業製造。※ 一般廃棄物輸送用。
105295 - 105307【13個】
DOWA通運所有。2013年度取得。極東開発工業製造。※ 一般廃棄物輸送用。
105309 - 105314【6個】
DOWA通運所有。2013年度取得。極東開発工業製造。※ 一般廃棄物輸送用。
105317
萩森物流所有。
105340 - 105346【個】
萩森物流所有。
105348 - 105350【個】
萩森物流所有。
105354
萩森物流所有。
105367
萩森物流所有。
105370 - 105375【個】
萩森物流所有。
105377
萩森物流所有。
105379 ・ 105380
萩森物流所有。
105385
萩森物流所有。
105388
萩森物流所有。
105390 ・ 105391
萩森物流所有。
105392 - 105431【40個】
DOWA通運所有。2015年度取得。極東開発工業製造。※ 一般廃棄物輸送用。
105432
東京エコサービス所有。【東京二十三区清掃一部事務組合マーク付】
105438
日本フレートライナー所有。※ 東京エコサービスと同一デザイン。【東京二十三区清掃一部事務組合マーク付】
105441 - 105449【個】
東京エコサービス所有。【東京二十三区清掃一部事務組合マーク付】
105471 ・ 105472【個】
東京エコサービス所有。【東京二十三区清掃一部事務組合マーク付】
105489 - 105491【個】
東京エコサービス所有。【東京二十三区清掃一部事務組合マーク付】
105518 - 105523【6個】
DOWA通運所有。2017年度取得。極東開発工業製造。※ 一般廃棄物輸送用。
105524 - 105529【6個】
DOWA通運所有。2017年度取得。新明和工業製造。※ 一般廃棄物輸送用。
105534 ・ 105535【個】
東京エコサービス所有。【東京二十三区清掃一部事務組合マーク付】
105537
東京エコサービス所有。【東京二十三区清掃一部事務組合マーク付】
105543 - 105587【45個】
全国通運所有。2017年新規取得。極東開発工業製造。
※ リニア中央新幹線の建設残土輸送用、初回配備分。
105588 - 105617【30個】
全国通運所有。2017年新規取得。極東開発工業製造。
※ リニア中央新幹線の建設残土輸送用、第二回配備分。
105618 - 105662【45個】
全国通運所有。2017年新規取得。新明和工業製造。
※ リニア中央新幹線の建設残土輸送用、初回配備分。
105663 - 105692【30個】
全国通運所有。2017年新規取得。新明和工業製造。
※ リニア中央新幹線の建設残土輸送用、第二回配備分。
105694
萩森物流所有。
105697 ・ 105698
萩森物流所有。
105701
萩森物流所有。
105706
日本フレートライナー所有。※ 東京エコサービスと同一デザイン。【東京二十三区清掃一部事務組合マーク付】
105708
日本フレートライナー所有。※ 東京エコサービスと同一デザイン。【東京二十三区清掃一部事務組合マーク付】
105710
日本フレートライナー所有。※ 東京エコサービスと同一デザイン。【東京二十三区清掃一部事務組合マーク付】
105720 ・ 105721【個】
東京エコサービス所有。【東京二十三区清掃一部事務組合マーク付】
105723 ・ 105724【個】
東京エコサービス所有。【東京二十三区清掃一部事務組合マーク付】
105727 - 105729【個】
東京エコサービス所有。【東京二十三区清掃一部事務組合マーク付】
105734
日本フレートライナー所有。※ 東京エコサービスと同一デザイン。【東京二十三区清掃一部事務組合マーク付】
105736
東京エコサービス所有。【東京二十三区清掃一部事務組合マーク付】
105738 ・ 105739【個】
東京エコサービス所有。【東京二十三区清掃一部事務組合マーク付】
105768
日本フレートライナー所有。※ 東京エコサービスと同一デザイン。【東京二十三区清掃一部事務組合マーク付】
105771 ・ 105772【個】
東京エコサービス所有。【東京二十三区清掃一部事務組合マーク付】
105774 ・ 105775【個】
東京エコサービス所有。【東京二十三区清掃一部事務組合マーク付】
105778 - 105792【15個】
全国通運所有。2019年新規取得。新明和工業製造。
※リニア中央新幹線の建設残土輸送用、第三回配備分。
105793 - 105807【15個】
全国通運所有。2019年新規取得。極東開発工業製造。
※リニア中央新幹線の建設残土輸送用、第三回配備分。
105821
日本フレートライナー所有。※ 東京エコサービスと同一デザイン。【東京二十三区清掃一部事務組合マーク付】
105823
日本フレートライナー所有。※ 東京エコサービスと同一デザイン。【東京二十三区清掃一部事務組合マーク付】
105825
日本フレートライナー所有。※ 東京エコサービスと同一デザイン。【東京二十三区清掃一部事務組合マーク付】
105827
東京エコサービス所有。【東京二十三区清掃一部事務組合マーク付】
105828
日本フレートライナー所有。※ 東京エコサービスと同一デザイン。【東京二十三区清掃一部事務組合マーク付】
105831
日本フレートライナー所有。※ 東京エコサービスと同一デザイン。【東京二十三区清掃一部事務組合マーク付】
105833
東京エコサービス所有。【東京二十三区清掃一部事務組合マーク付】
105835
東京エコサービス所有。【東京二十三区清掃一部事務組合マーク付】
105839
東京エコサービス所有。【東京二十三区清掃一部事務組合マーク付】
105432 - 105434【個】
日本フレートライナー所有。※ 東京エコサービスと同一デザイン。【東京二十三区清掃一部事務組合マーク付】
105438 ・ 105439【個】
日本フレートライナー所有。※ 東京エコサービスと同一デザイン。【東京二十三区清掃一部事務組合マーク付】
105469 ・ 105470【個】
日本フレートライナー所有。※ 東京エコサービスと同一デザイン。【東京二十三区清掃一部事務組合マーク付】
105484 ・ 105485【個】
日本フレートライナー所有。※ 東京エコサービスと同一デザイン。【東京二十三区清掃一部事務組合マーク付】
105487 ・ 105488【個】
日本フレートライナー所有。※ 東京エコサービスと同一デザイン。【東京二十三区清掃一部事務組合マーク付】
105531
日本フレートライナー所有。※ 東京エコサービスと同一デザイン。【東京二十三区清掃一部事務組合マーク付】
105533
日本フレートライナー所有。※ 東京エコサービスと同一デザイン。【東京二十三区清掃一部事務組合マーク付】
105696
萩森物流所有。
105704
日本フレートライナー所有。※ 東京エコサービスと同一デザイン。【東京二十三区清掃一部事務組合マーク付】
105706
日本フレートライナー所有。※ 東京エコサービスと同一デザイン。【東京二十三区清掃一部事務組合マーク付】
105708
日本フレートライナー所有。※ 東京エコサービスと同一デザイン。【東京二十三区清掃一部事務組合マーク付】
105711
日本フレートライナー所有。※ 新デザイン。【東京二十三区清掃一部事務組合マーク付】
105717
日本フレートライナー所有。※ 東京エコサービスと同一デザイン。【東京二十三区清掃一部事務組合マーク付】
105733
日本フレートライナー所有。※ 東京エコサービスと同一デザイン。【東京二十三区清掃一部事務組合マーク付】
105745
萩森物流所有。
105766 ・ 105767【個】
日本フレートライナー所有。※ 東京エコサービスと同一デザイン。【東京二十三区清掃一部事務組合マーク付】
105734
日本フレートライナー所有。※ 東京エコサービスと同一デザイン。【東京二十三区清掃一部事務組合マーク付】
105745
萩森物流所有。
105747
萩森物流所有。
日本フレートライナー所有。※ 東京エコサービスと同一デザイン。【東京二十三区清掃一部事務組合マーク付】
105769 ・ 105770
日本フレートライナー所有。※ 東京エコサービスと同一デザイン。【東京二十三区清掃一部事務組合マーク付】
105773
日本フレートライナー所有。※ 東京エコサービスと同一デザイン。【東京二十三区清掃一部事務組合マーク付】
105819
萩森物流所有。
105821
日本フレートライナー所有。※ 東京エコサービスと同一デザイン。【東京二十三区清掃一部事務組合マーク付】
105823
日本フレートライナー所有。※ 東京エコサービスと同一デザイン。【東京二十三区清掃一部事務組合マーク付】
105825
日本フレートライナー所有。※ 東京エコサービスと同一デザイン。【東京二十三区清掃一部事務組合マーク付】
105830
日本フレートライナー所有。※ 東京エコサービスと同一デザイン。【東京二十三区清掃一部事務組合マーク付】
105858 - 105860
日本フレートライナー所有。※ 東京エコサービスと同一デザイン。【東京二十三区清掃一部事務組合マーク付】
105862
日本フレートライナー所有。※ 東京エコサービスと同一デザイン。【東京二十三区清掃一部事務組合マーク付】
105864
日本フレートライナー所有。※ 東京エコサービスと同一デザイン。【東京二十三区清掃一部事務組合マーク付】
105442 ・ 105443【個】
東京エコサービス所有。【東京二十三区清掃一部事務組合マーク付】
105447 - 105449【個】
東京エコサービス所有。【東京二十三区清掃一部事務組合マーク付】
105489 ・ 105490【個】
東京エコサービス所有。【東京二十三区清掃一部事務組合マーク付】
105534 ・ 105535【個】
東京エコサービス所有。【東京二十三区清掃一部事務組合マーク付】
105724
東京エコサービス所有。【東京二十三区清掃一部事務組合マーク付】
105726 ・ 105727
東京エコサービス所有。【東京二十三区清掃一部事務組合マーク付】
105729 ・ 105730【個】
東京エコサービス所有。【東京二十三区清掃一部事務組合マーク付】
105772
東京エコサービス所有。【東京二十三区清掃一部事務組合マーク付】
105836
東京エコサービス所有。【東京二十三区清掃一部事務組合マーク付】
105838 ・ 105839【個】
東京エコサービス所有。【東京二十三区清掃一部事務組合マーク付】
105867 ・ 105868【個】
東京エコサービス所有。【東京二十三区清掃一部事務組合マーク付】
105049 ・ 105050【個】
宇都宮貨物ターミナル所有。邦賀通運借受。
105052
宇都宮貨物ターミナル所有。邦賀通運借受。
105153
北海自動車運送所有。
105154
北海自動車運送所有。
105156 - 105158【個】
日本通運所有。
10555
宇都宮貨物ターミナル所有。邦賀通運借受。
10557
宇都宮貨物ターミナル所有。邦賀通運借受。
105158 - 105160【個】
日本通運所有。
105162
日本通運所有。
105164 ・ 105165
日本通運所有。
105132
三井金属鉱業所有。
105179
三菱マテリアル所有。
105181
三菱マテリアル所有。
105763
三井金属鉱業所有。
105776
三井金属鉱業所有。

### 205000番台
※ 既存の105000番台からの連番となる、105001 - 106000番までの1000個が全て埋まったので、実質7000番台分の割り当てに相当する。
205001 -
DOWA通運所有。2023年度取得。新明和工業製造。※一般廃棄物輸送用。

### 8000番台
8001 ・ 8002
大同運送所有。※ Gマーク付、最大総重量20t仕様。